# Khariar Road
Khariar Road is een stad en “notified area” in het district Nuapada van de Indiase staat Odisha. 

## Demografie
Volgens de Indiase volkstelling van 2001 wonen er 16.627 mensen in Khariar Road, waarvan 51% mannelijk en 49% vrouwelijk is. De plaats heeft een alfabetiseringsgraad van 61%. 